# Bobby Charlton
Sir Robert »Bobby« Charlton, CBE, angleški nogometaš, * 11. oktober 1937, Ashington, Anglija, Združeno kraljestvo.
Charlton je nekdanji nogometaš in angleški reprezentant, ki je osvojil naslov svetovnega prvaka in bil izbran za evropskega nogometaša leta 1966. Večji del kariere je igral za Manchester United, kjer se je uveljavil na položaju napadalnega vezista z nevarnim strelom od daleč. Za člansko reprezentanco je odigral 106 uradnih tekem, na katerih je dosegel 49 golov, ob upokojitvi je bil rekorder po številu nastopov v reprezentanci. Leta 1968 je z Manchester Unitedom, kot prvim angleškim klubom, osvojil Pokal evropskih prvakov, z dvema goloma v finalu. Za Manchester United je v osemnajstih sezonah skupno odigral 758 tekem, na katerih je dosegel 249 golov. Držal je klubski rekord za največ nastopov do maja 2008, ko ga je presegel Ryan Giggs. Prav tako je držal rekord za največ nastopov v angleški nogometni ligi z 606 nastopi.Tudi tega je presegel Ryan Giggs, marca 2011. Leta 2002 je bil sprejet v Angleški nogometni hram slavnih.